# Pulicaria microcephala
Espèce
Classification APG II (2003)
Pulicaria microcephala est une espèce de plantes à fleurs de la famille des Asteraceae endémique de l'archipel des Berlengas. Ses fleurs sont de couleurs jaunes et fleurissent de mai à juillet.